# 黑斑水蛇
黑斑水蛇（学名：Myrrophis bennettii）又名黑斑沼蛇，为水蛇科沼蛇属的爬行动物。分布于台湾以及中国大陆的海南、广东、香港、福建、广西等地，多见于稻田、池塘、沟渠。该物种的模式产地在中国。